# Doma vaquera
La doma vaquera té el seu origen en els treballs que es practicaven en el camp amb el maneig de les "reses" per apartar toros o traslladar-los a diferents llocs. En els concursos d'aquesta disciplina s'executen una sèrie d'exercicis característics com són: la "parada a raya", "arreón" o "vuelta sobre los pies".
El cavall que es fa servir en aquesta modalitat ha de tenir un caràcter sumís i confiat en el seu genet per expressar els seus moviments amb rapidesa i agilitat. Generalment s'utilitzen cavalls creuats (anglo hispano àrabs o pura sang anglès), ja que reuneixen totes aquestes característiques.

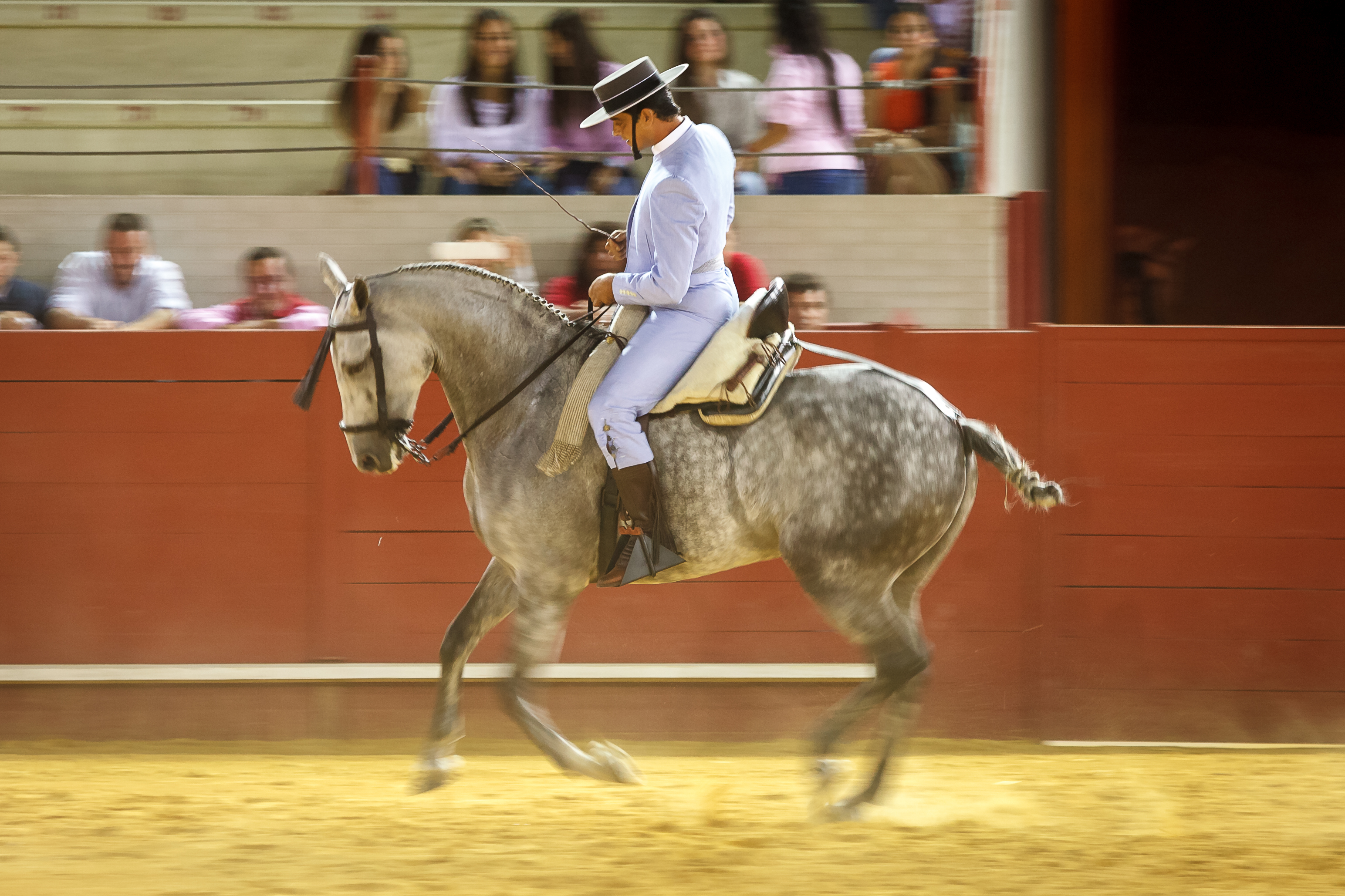
Cavall de tres sangs realitzant una reprise de doma vaquera.